# Сендзімірув
Сендзімірув (пол. Sędzimirów) — село в Польщі, у гміні Пельґжимка Злоторийського повіту Нижньосілезького воєводства.
Населення — 416 осіб (2011).
У 1975-1998 роках село належало до Легницького воєводства.

## Демографія
Демографічна структура станом на 31 березня 2011 року:
|          | Загалом | Допрацездатний вік | Працездатний вік | Постпрацездатний вік |
| -------- | ------- | ------------------ | ---------------- | -------------------- |
| Чоловіки | 202     | 41                 | 143              | 18                   |
| Жінки    | 214     | 40                 | 133              | 41                   |
| Разом    | 416     | 81                 | 276              | 59                   |